# Quartier central des affaires
Le Quartier central des affaires (QCA) désigne le pôle financier de Paris, composé, selon la Chambre de commerce et d'industrie de Paris, du 8e arrondissement et d'une partie des 1er, 2e, 9e, 16e et 17e arrondissements.  La traduction anglaise est « Central Business District » (CBD).

## Situation et accès
Le triangle d'or, délimité par les avenues avenues Montaigne, des Champs-Élysées et George-V, constitue le coeur de ce quartier.
C'est un terme utilisé principalement dans le milieu de l'immobilier de bureaux.